# Gu Guangming
Gu Guangming (chiń. upr. 古广明, chiń. trad. 古廣明, pinyin Gǔ Guǎngmíng; ur. 31 stycznia 1959 w Kantonie) – chiński piłkarz występujący na pozycji pomocnika. Trener piłkarski.

## Kariera klubowa
Gu karierę rozpoczynał w 1978 roku w zespole Guangdong Provincial Team. W 1979 roku, a także w 1983 roku wywalczył z nim mistrzostwo Chin. W 1986 roku został graczem niemieckiego klubu TuS Koblenz z czwartej ligi. W 1987 roku przeszedł do drugoligowego zespołu SV Darmstadt 98, jednocześnie stając się pierwszym chińskim piłkarzem w zawodowej lidze europejskiej. W 2. Bundeslidze zadebiutował 22 lipca 1987 roku w wygranym 2:0 pojedynku z 1. FC Saarbrücken, w którym strzelił także gola. Przez 5 lat w barwach Darmstadtu rozegrał 108 spotkań i zdobył 8 bramek.

## Kariera reprezentacyjna
W reprezentacji Chin Gu zadebiutował w 1978 roku. W 1980 roku wziął udział w Pucharze Azji, z którego piłkarze Chin odpadli po fazie grupowej.
W 1984 roku ponownie został powołany do kadry na Puchar Azji, który Chiny zakończyły na 2. miejscu. W drużynie narodowej Gu grał w latach 1978-1992.